# Nicolae Ivan

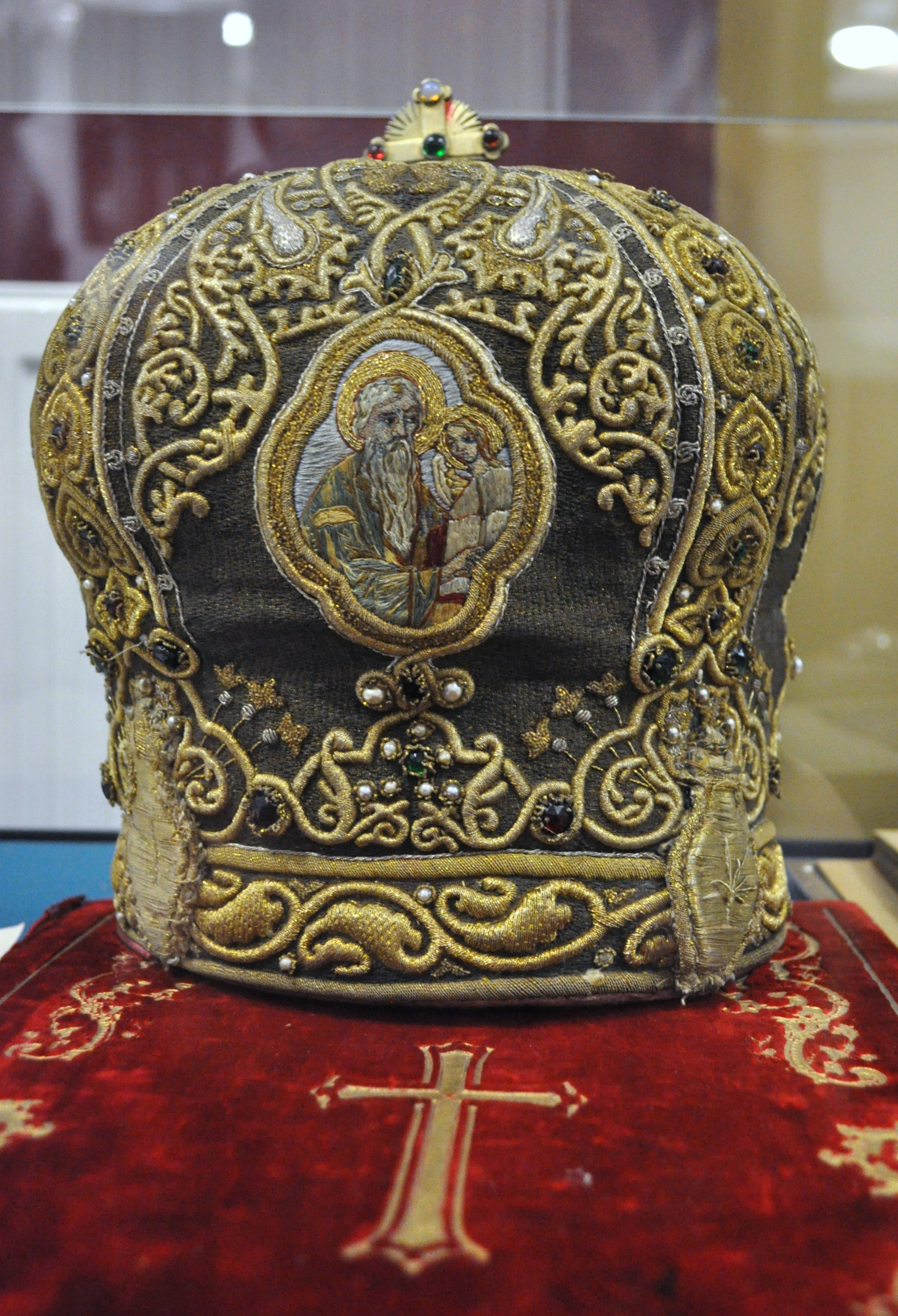
Mitra de arhiereu

Nicolae Ivan (n. 17 mai 1855, Aciliu, Sibiu - d. 3 februarie 1936, Cluj) a fost un episcop ortodox român, membru de onoare (1934) al Academiei Române. A fost primul episcop al Episcopiei ortodoxe a Vadului, Feleacului și Clujului, pe care a condus-o din 1921 până la sfârșitul vieții.

## Galerie de imagini

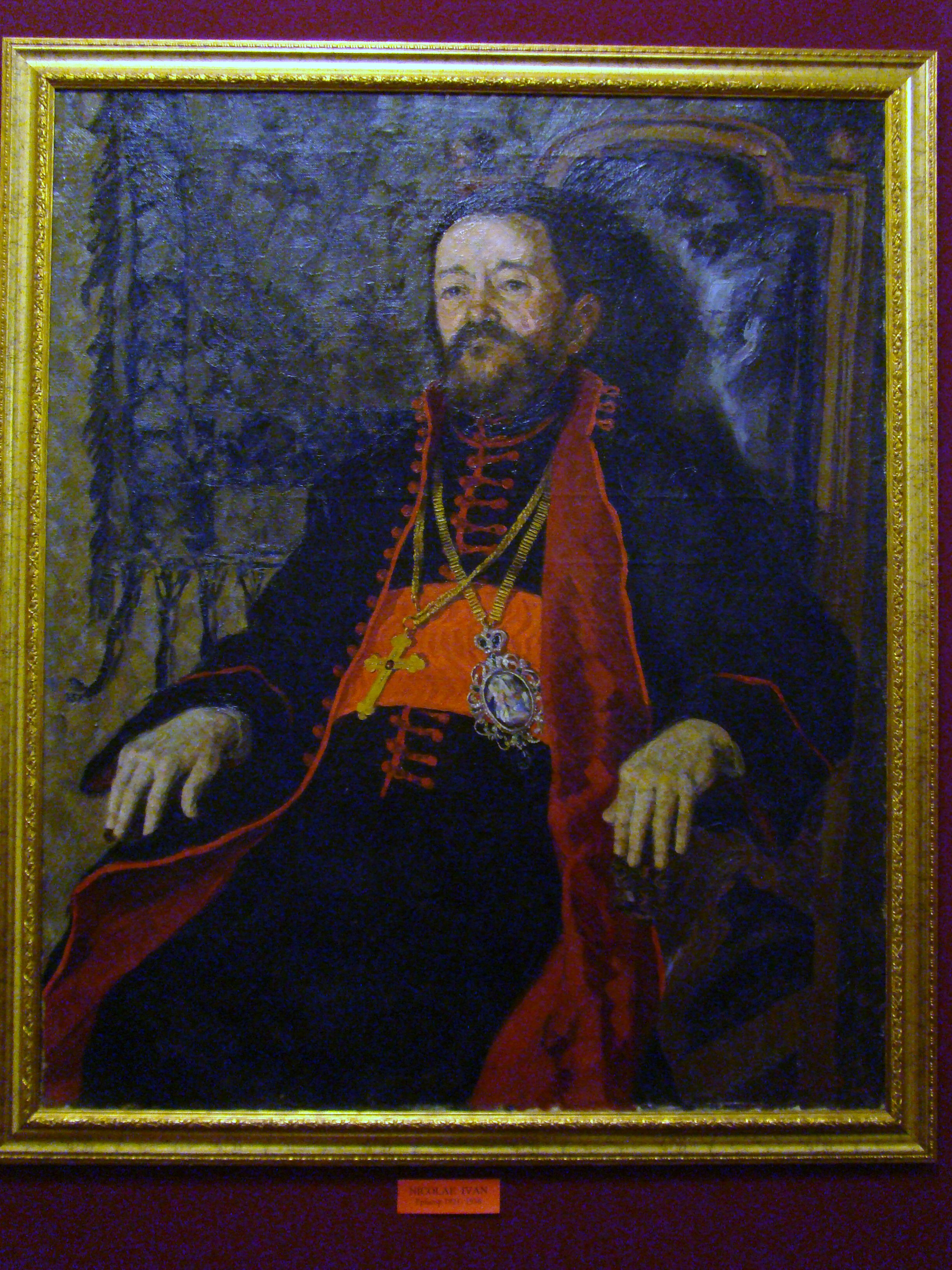
Episcopul Nicolae Ivan (1855-1936)
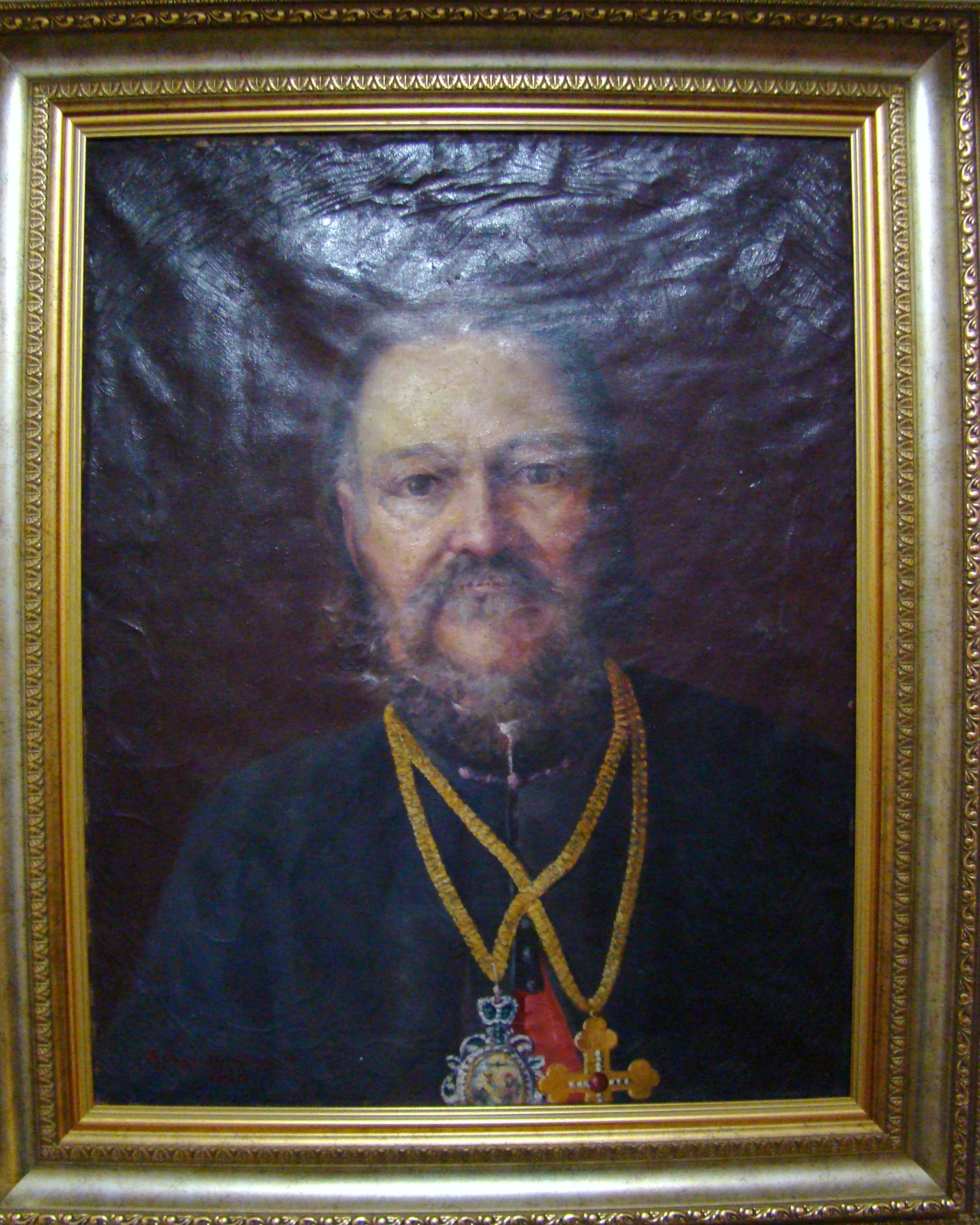
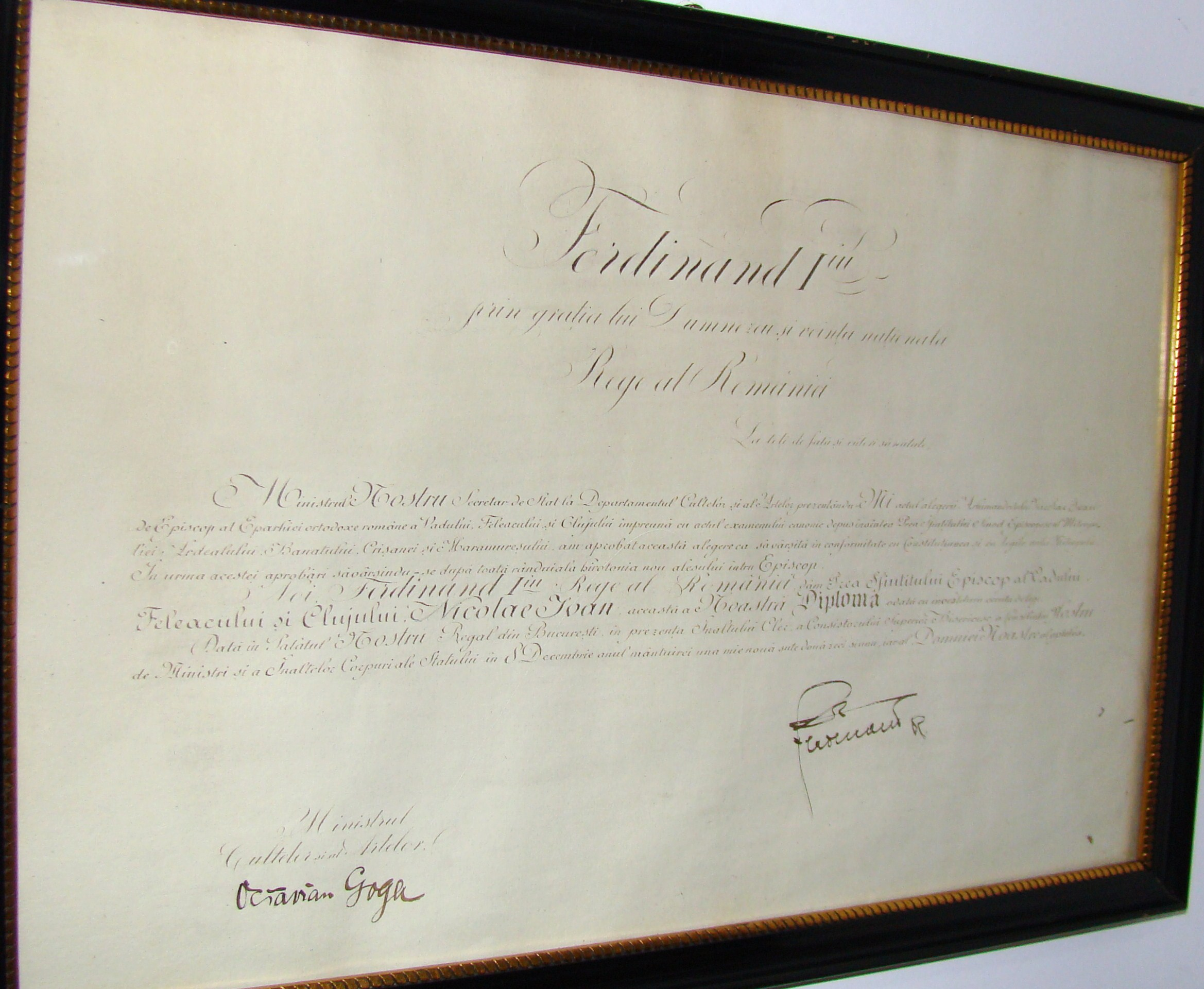
Diploma acordată de Regele Ferdinand I
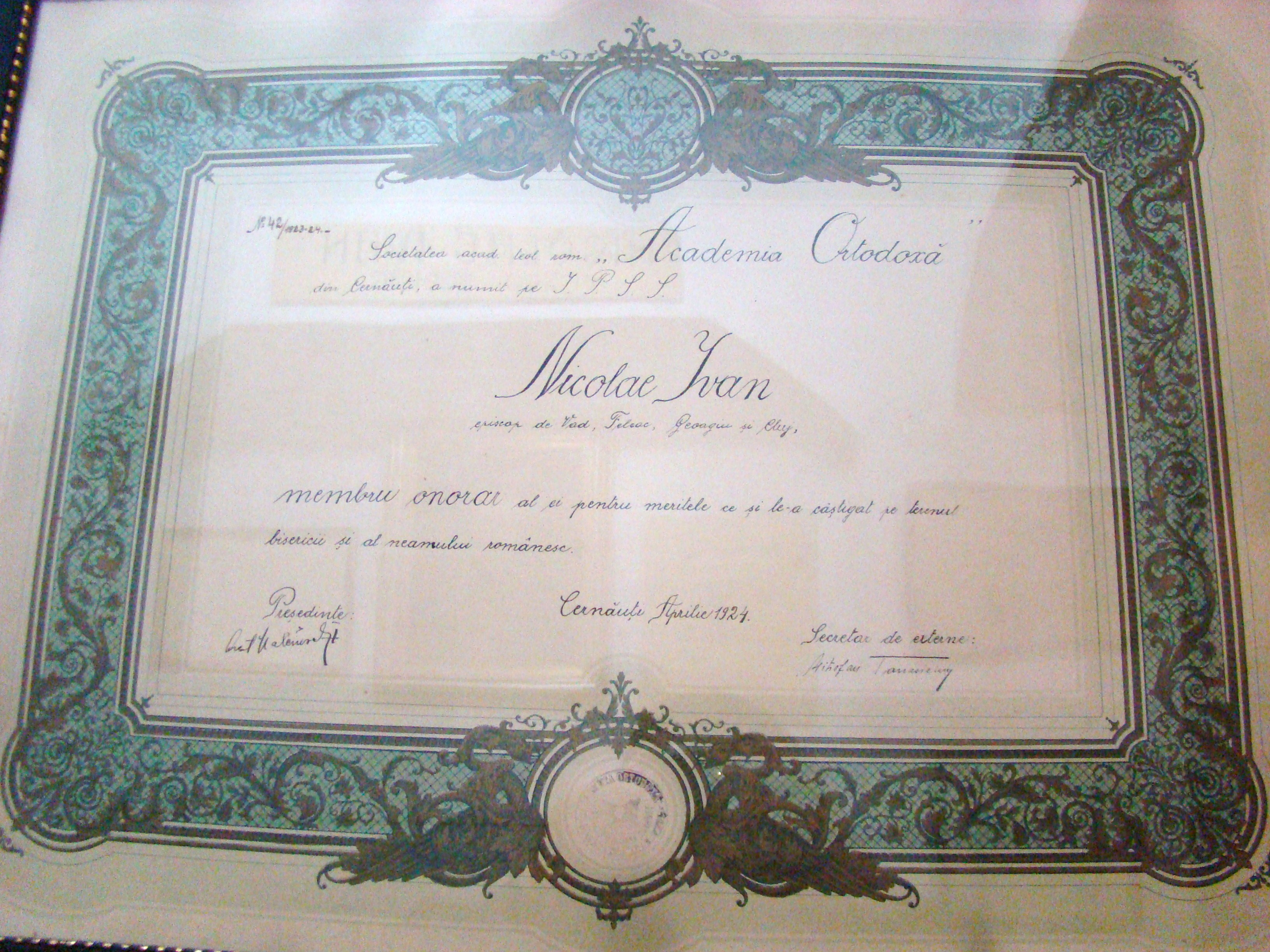
Diploma primită din partea Academiei Ortodoxe din Cernăuți
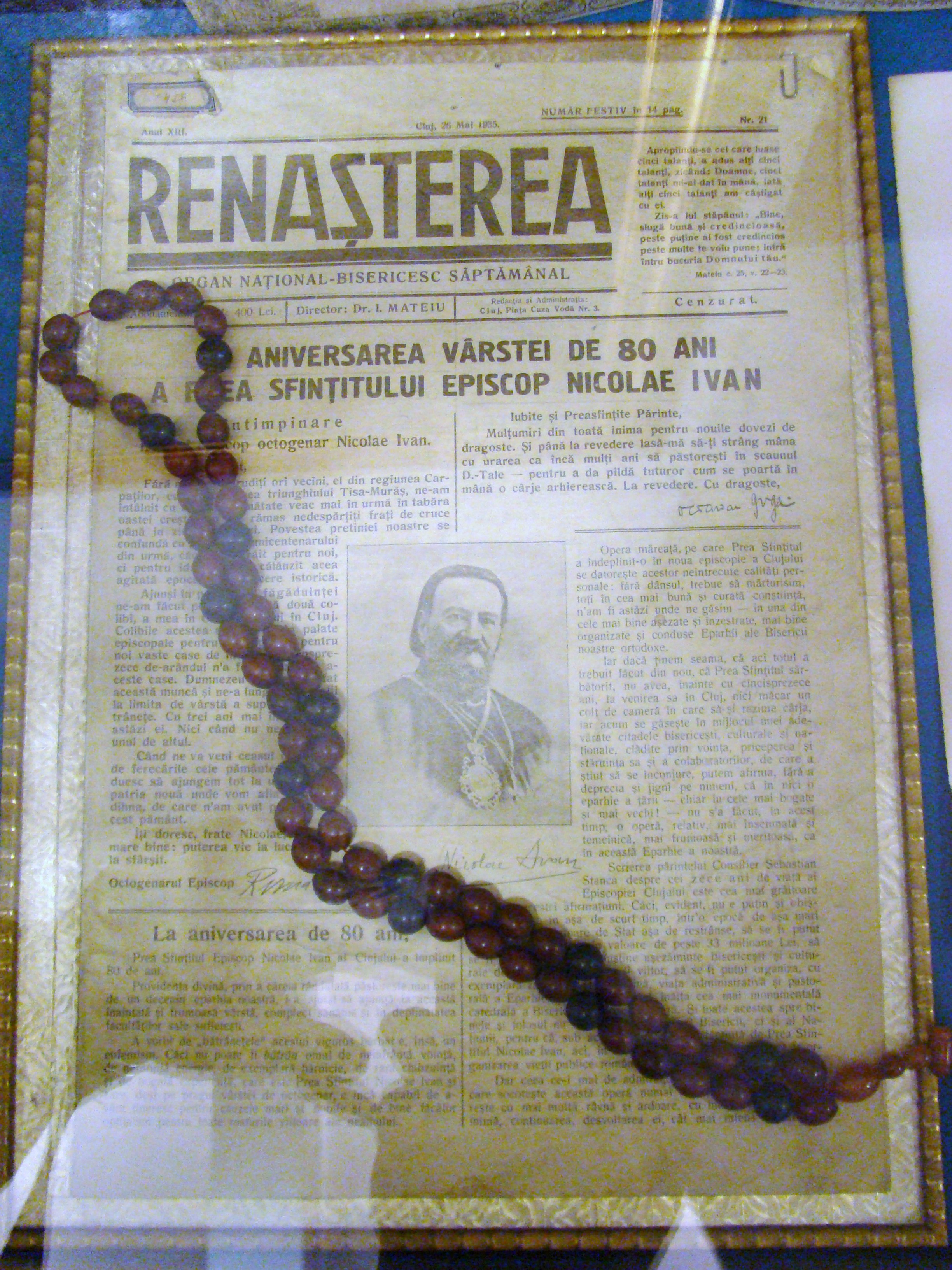
Ediția specială a săptămânalului „Renașterea” cu prilejul împlinirii vârstei de 80 de ani
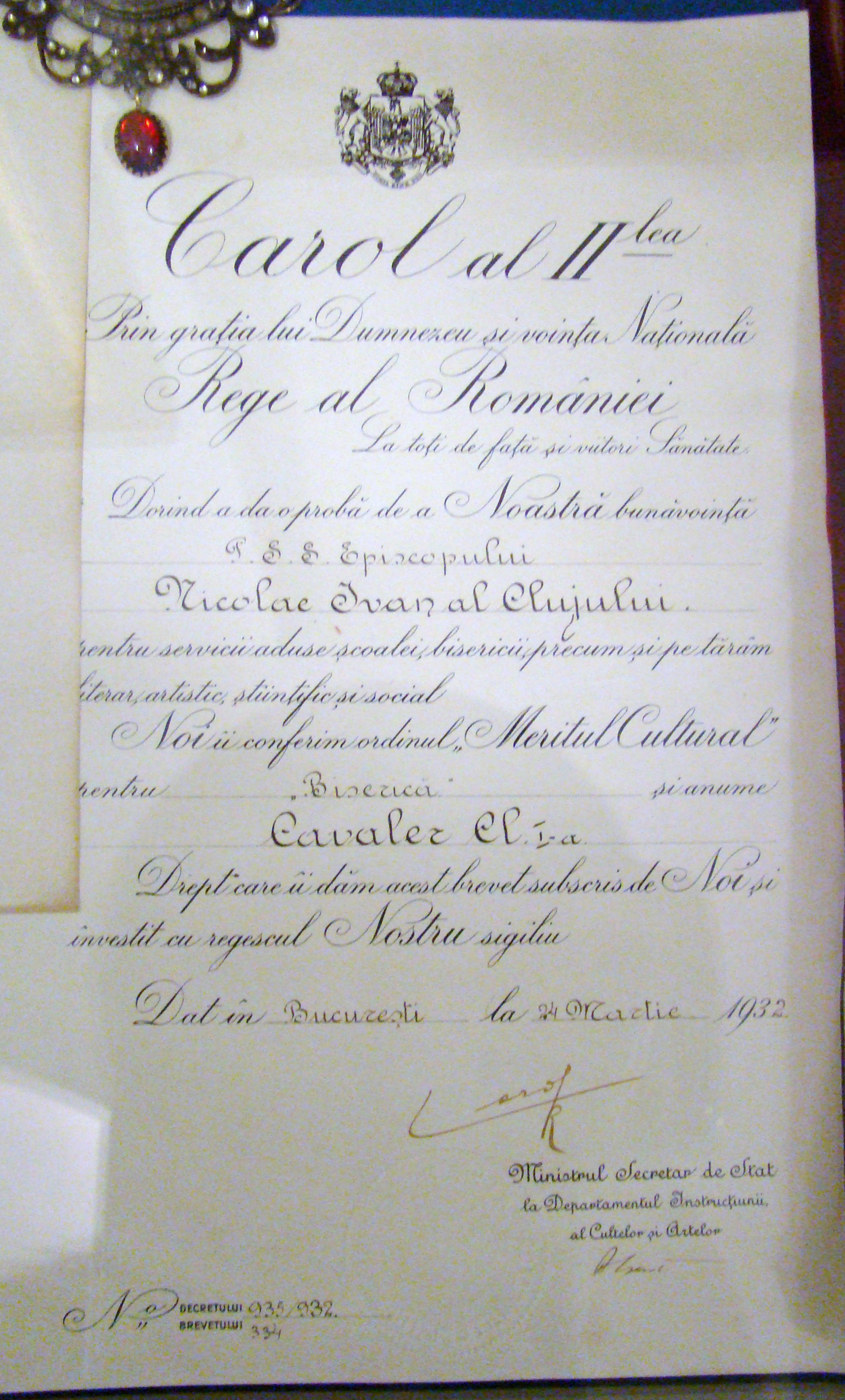
Diploma care atestă primirea Ordinului „Meritul Cultural”, clasa I, din partea regelui Carol al II-lea
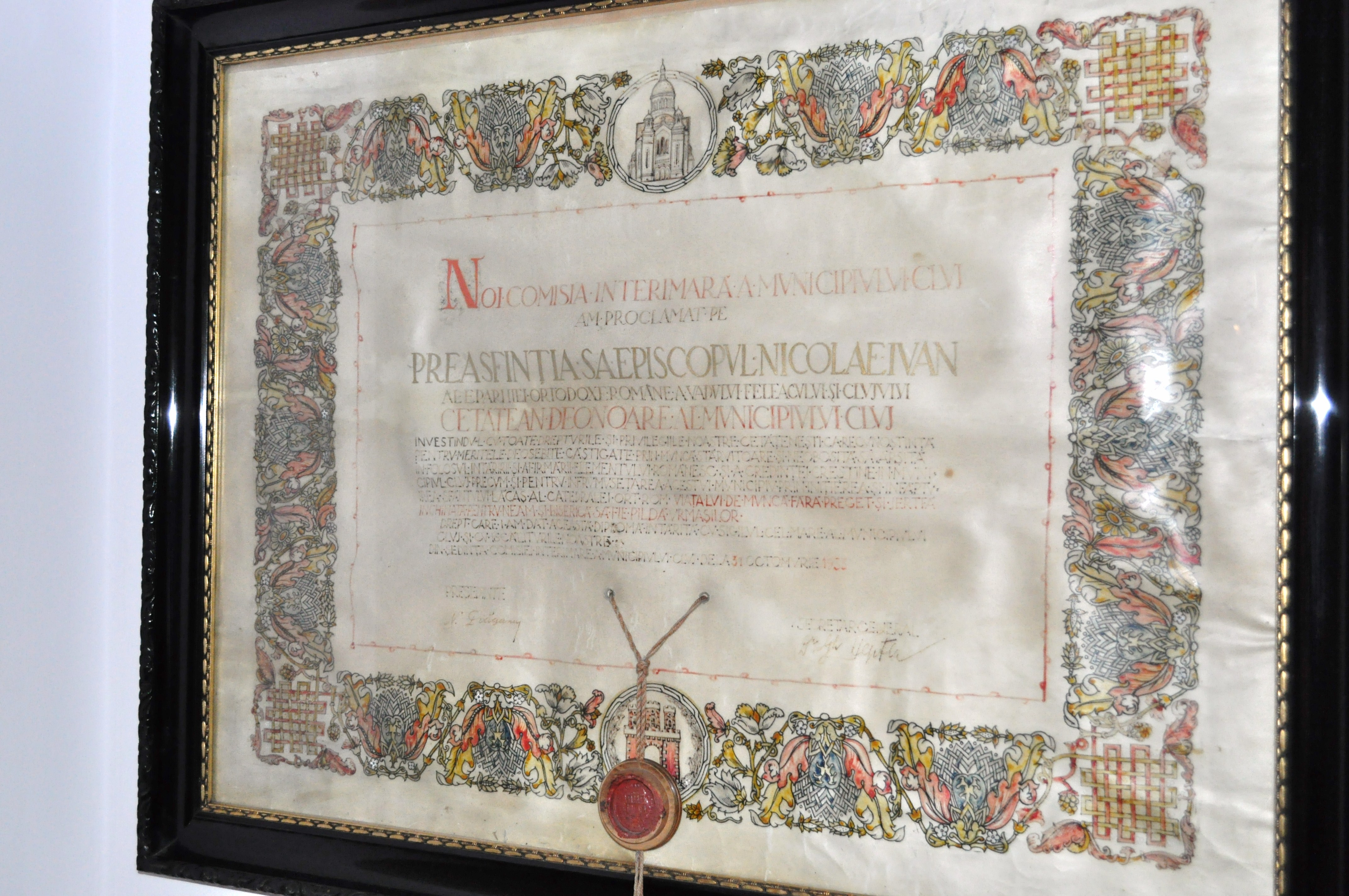
Diploma de Cetățean de onoare al municipiului Cluj (octombrie 1933)
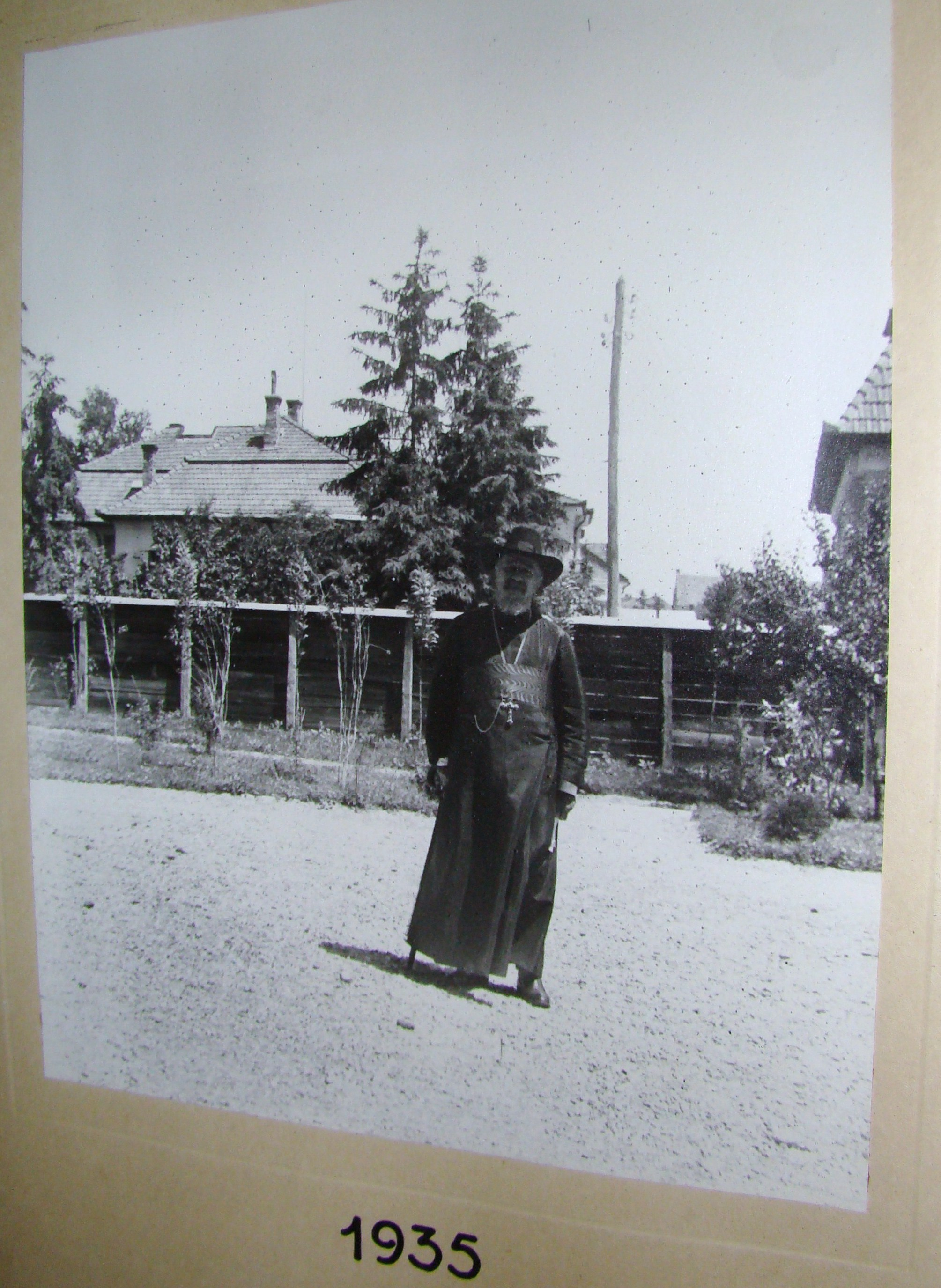
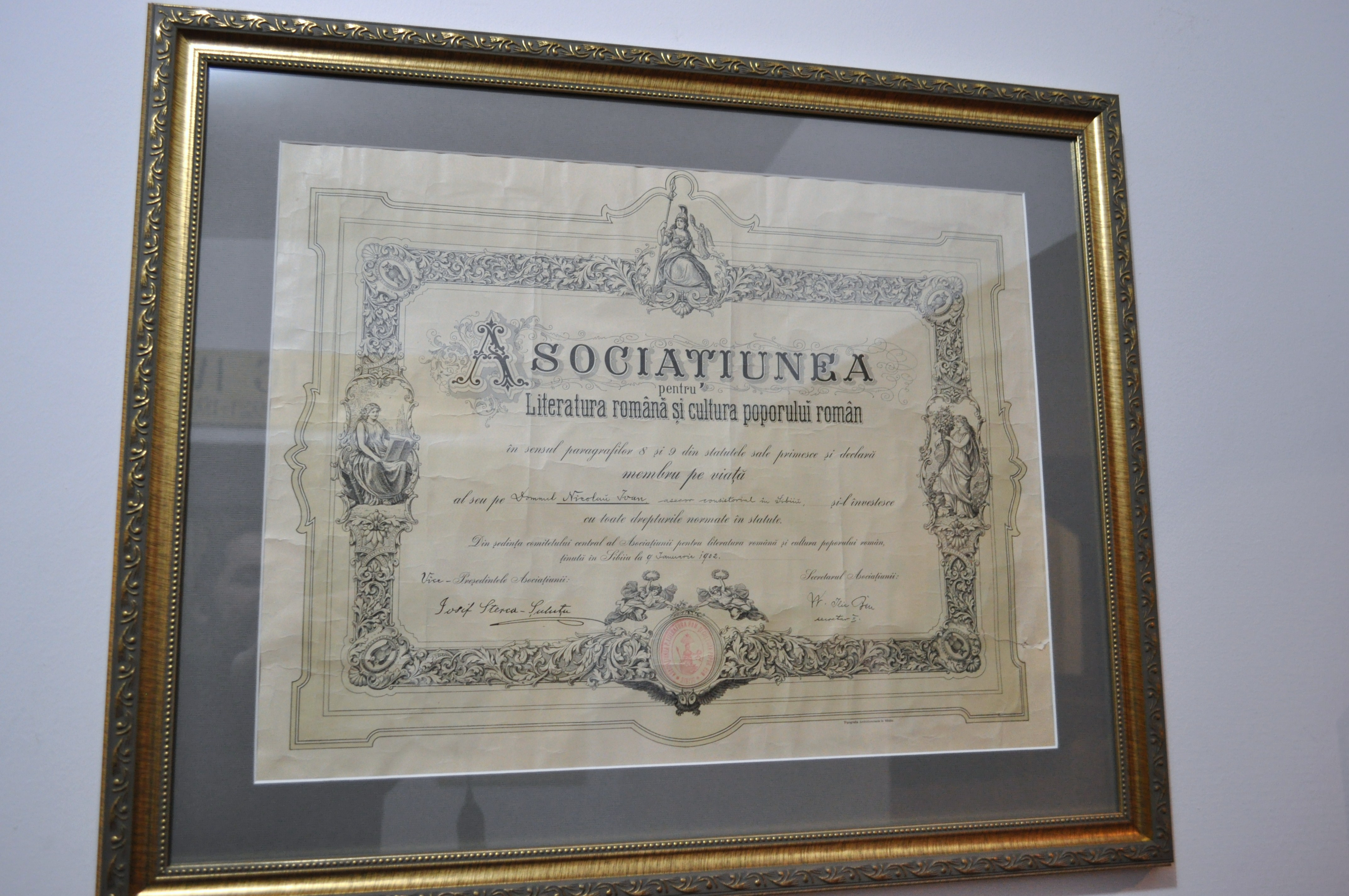
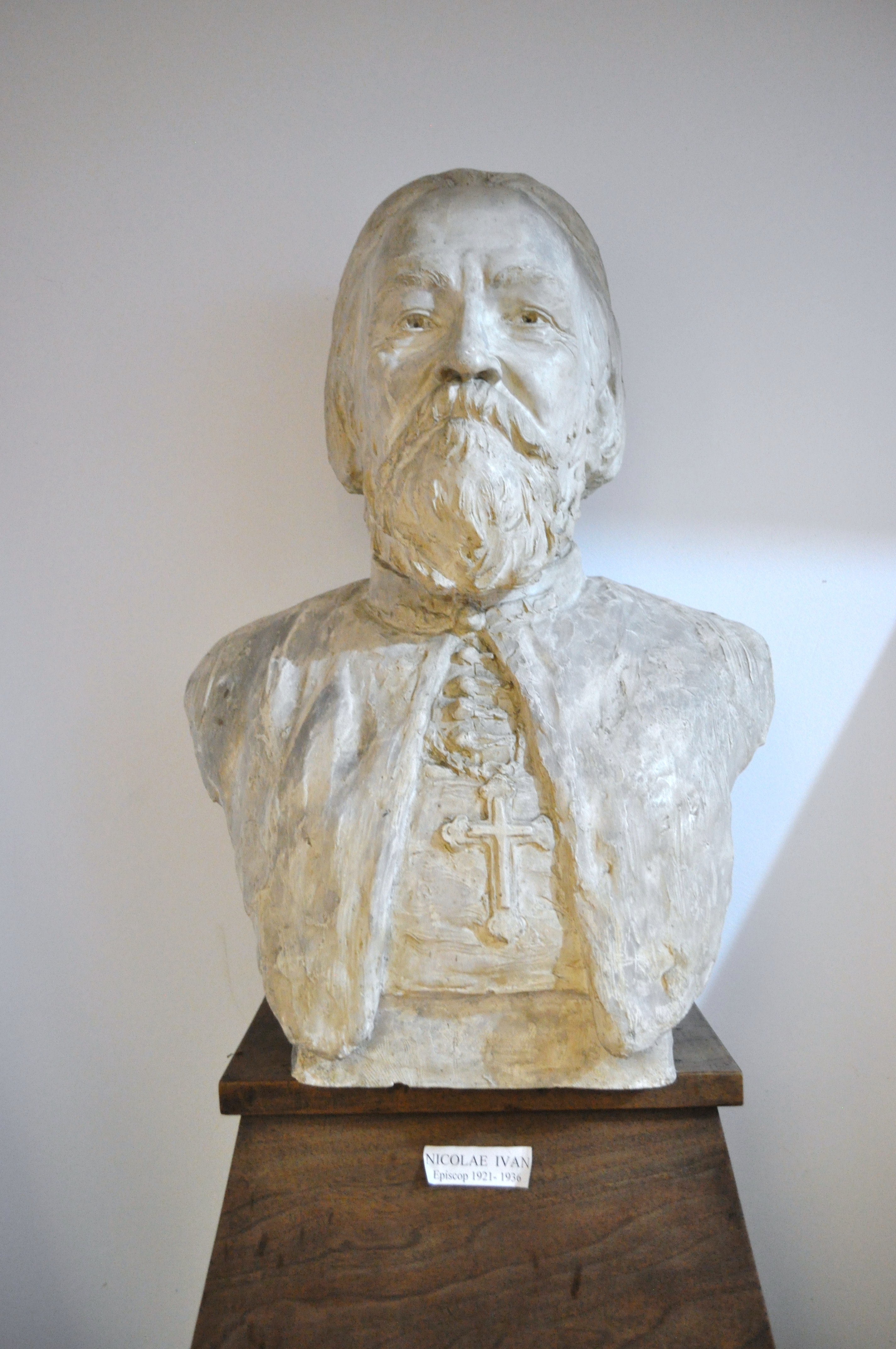
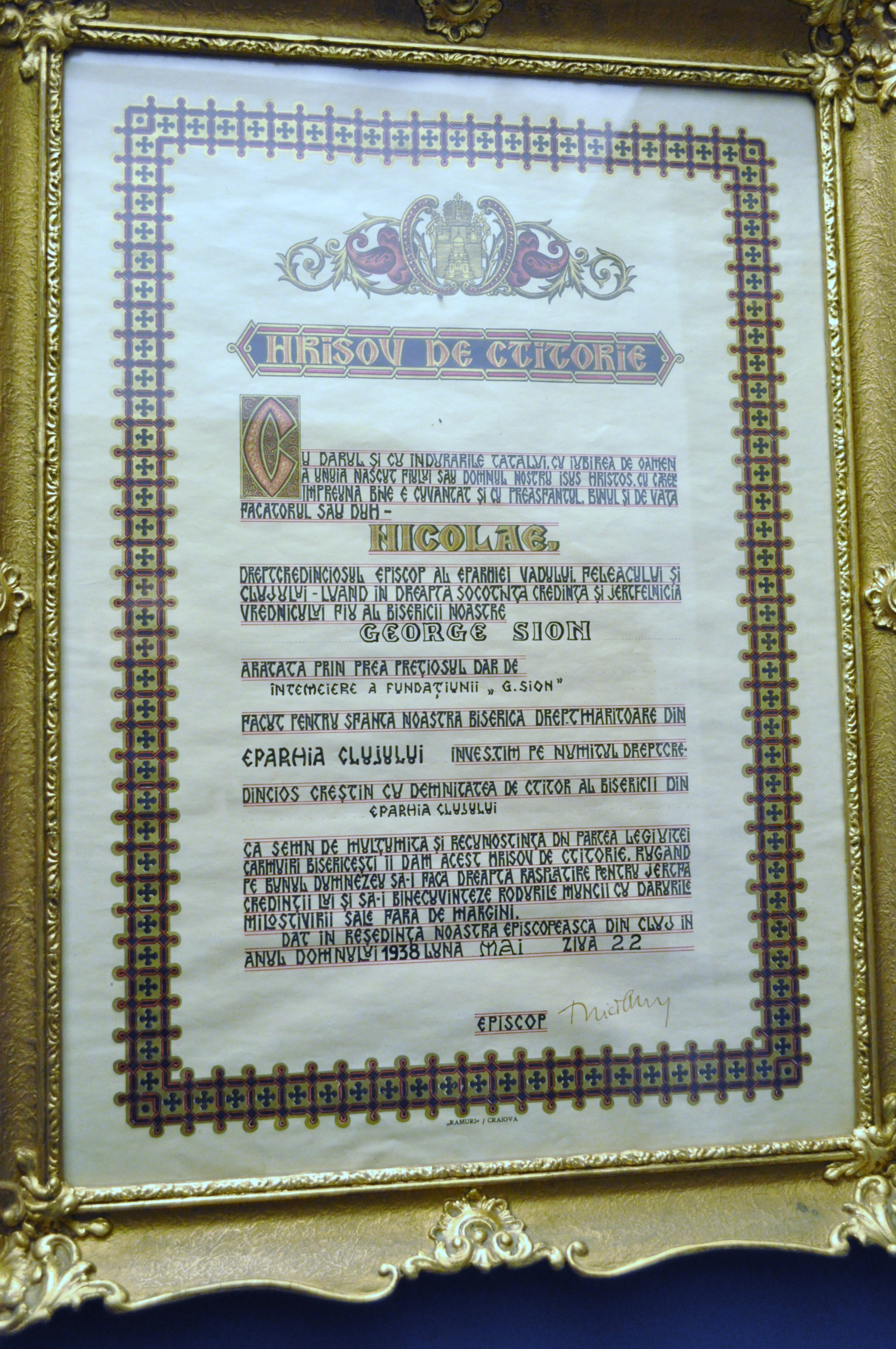
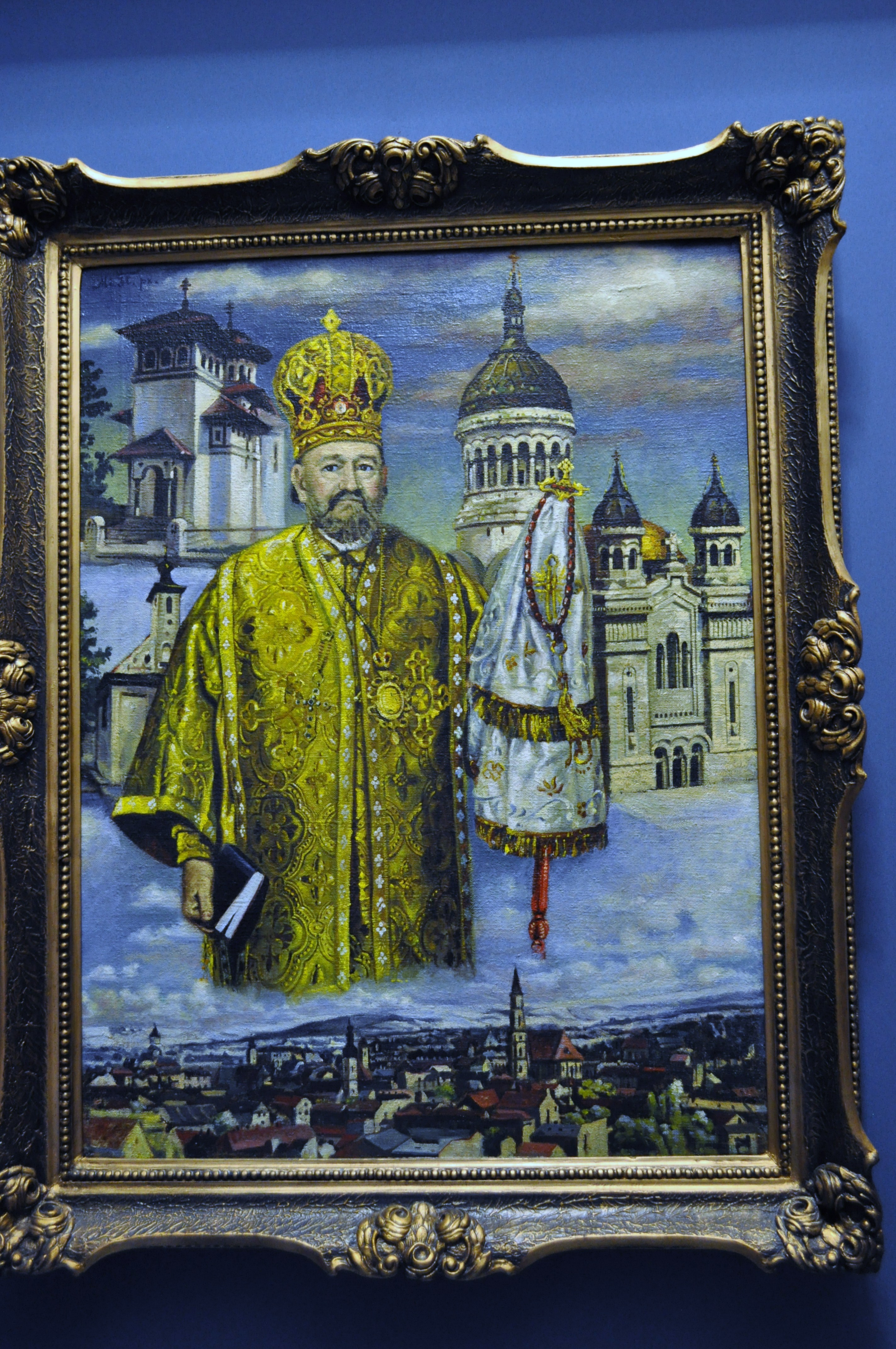